# Najauge
Najauge (parfois Nagauge) est un important hameau de Mazée, village de la vallée du Viroin dans la province de Namur, en Belgique. Sis en bordure de la frontière française, sur la route de Treignes à Vireux-Molhain, – et se prolongeant de France - il fait aujourd’hui administrativement partie de la commune de Viroinval, en province de Namur (Région wallonne de Belgique).

## Particularités
- la proximité immédiate de la frontière française, avec poste de douane, fait que le village a connu une activité économique dépassant largement la vie traditionnelle d’un village de la région.
- Najauge est le dernier village belge traversé par le Viroin. Passant en France la rivière suit un parcours sinueux d’une dizaine de kilomètres avant de se jeter dans la Meuse à Molhain. Le village se trouve dans l’extrémité nord-orientale du ‘Parc naturel Viroin-Hermeton’.
- Le ‘Vieux Moulin de Mazée’, anciennement propriété de l’abbaye de Florennes (et aujourd’hui un ‘gite rural’) se trouve en fait à Najauge. Le bâtiment actuel date du XVIIIe siècle.
- Un quartier de Najauge a reçu le nom de ‘cité du Maroc’, le style architectural de ses maisons donnant une vague impression de style mauresque. Elles furent construites pour les ingénieurs de la fonderie de la Chiers (en France).
- Najauge avait sa gare sur l’ancienne ligne ferroviaire 132, allant de Mariembourg (Belgique) à Vireux-Molhain (France). À l’Ouest de la gare, la ligne traverse le Viroin sur un joli pont à trois arches. Immédiatement à l’Est de la gare il pénètre dans le tunnel dit 'Tunnel de Najauge' (243 mètres), bien qu’il soit entièrement construit sur le territoire français. La ligne est déferrée et le tunnel fermé.